# Groundhog Day (feestdag)

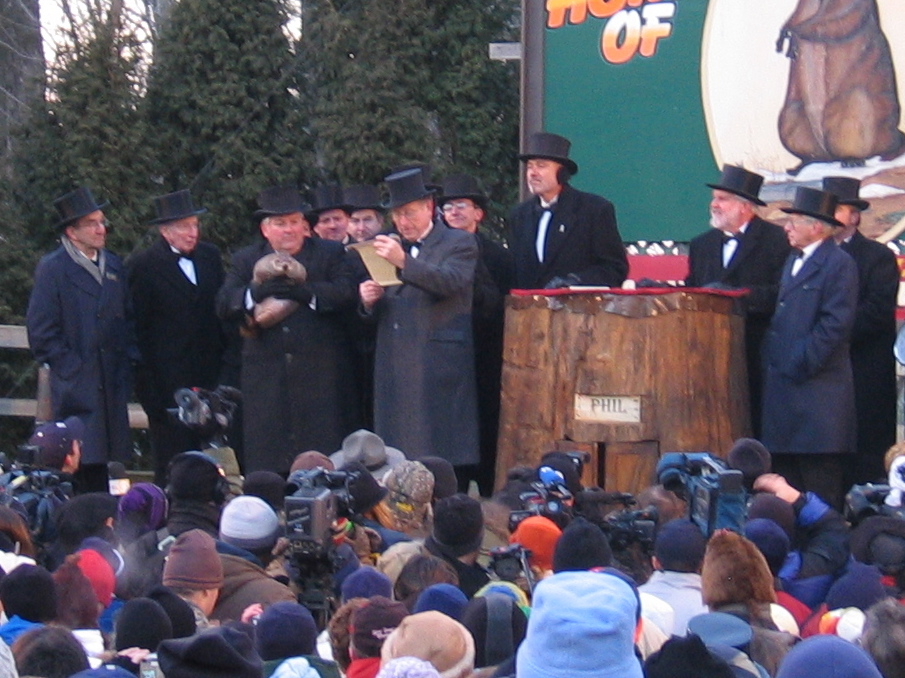
Groundhog Day in Punxsutawney, Pennsylvania, 2005

Groundhog Day (te vertalen als bosmarmottendag) is een feestdag die in de Verenigde Staten en Canada elk jaar op
2 februari wordt gevierd. Op deze dag zou de bosmarmot (Engels: groundhog) volgens folklore ontwaken uit zijn winterslaap en zich buiten zijn hol wagen. Volgens de traditie zou de bosmarmot het einde van de winter kunnen voorspellen op grond van zijn eigen schaduw. Als de bosmarmot op Groundhog Day zijn eigen schaduw ziet, zal hij terugkeren naar zijn hol en zal de winter nog zes weken duren. Mocht hij zijn schaduw niet zien en niet terugkeren naar zijn hol, is het einde van de winter nabij.

## Achtergrond
In veel plaatsjes wordt Groundhog Day gevierd met festivals waar mensen heenkomen om de bosmarmot te zien ontwaken. In onder andere Pennsylvania wordt Groundhog Day gevierd met zogenaamde fersommlinge; sociale evenementen waarbij eten wordt geserveerd, toespraken worden gehouden, en spellen worden georganiseerd.
De grootste viering van Groundhog Day vindt plaats in Punxsutawney, waar regelmatig tot 40.000 mensen op afkomen. De Groundhog Day-viering verkreeg hier wereldwijde bekendheid dankzij de film Groundhog Day uit 1993.

## Oorsprong
De viering van Groundhog Day begon in de 18e eeuw in Centraal- en Zuid-Pennsylvania. De traditie vindt mogelijk zijn oorsprong in een Europese weerspreuk waarin een das of beer de lengte van de winter voorspelt in plaats van een bosmarmot. De viering vertoont ook gelijkenissen met het middeleeuwse katholieke Maria-Lichtmis en het Keltische Imbolc.

## In populaire cultuur
De feestdag kreeg ook buiten Noord-Amerika meer bekendheid dankzij de komische film Groundhog Day, waarin het personage gespeeld door Bill Murray elke dag, uitgerekend deze feestdag waar hij de grootste hekel aan heeft, opnieuw beleeft. Dankzij het succes van deze film wordt "Groundhog Day" een uitdrukking, gebruikt om een situatie te beschrijven waarin een bepaalde dag een herhaling lijkt van een vorige.